# 孙学玉
孙学玉（1962年11月—），男，汉族，山东菏泽人，中华人民共和国政治人物，现任国家民族事务委员会专职委员（副部长级）。